# Anne de Holstein-Gottorp
Anne de Holstein-Gottorp (27 février 1575 – 24 avril 1610) est une noble allemande, fille du duc Adolphe de Holstein-Gottorp et de Christine de Hesse (fille du comte Philippe Ier de Hesse).

## Biographie
Le 28 janvier 1598, elle épouse le comte Enno III de Frise orientale. Ils ont :
- Edzard-Gustave (1599-1612) ;
- Christine-Sophie de Frise Orientale (1600-1658), épouse en 1632 le landgrave Philippe III de Hesse-Butzbach ;
- Anne-Marie de Frise orientale (1601-1634), épouse en 1622 le duc Adolphe-Frédéric Ier de Mecklembourg-Schwerin ;
- Rodolphe-Christian (1602-1628), comte de Frise orientale ;
- Ulrich II (1605-1648), comte de Frise orientale.